# League of Ireland 2024
Die League of Ireland 2024 (offiziell: SSE Airtricity League Premier Division nach dem Ligasponsor Airtricity) war die 104. Spielzeit der höchsten irischen Fußballliga. Die Saison begann am 16. Februar 2024 und endete mit dem Relegationsspiel am 16. November 2024.
Meister wurde zum 14. Mal Shelbourne FC, zwei Punkte vor Titelverteidiger Shamrock Rovers. Den Abstiegsplatz belegte Dundalk FC; Drogheda United behauptete sich in der Relegation, nachdem man eine Woche zuvor überraschend das Pokalfinale gewonnen hatte.

## Modus
Alle Mannschaften spielten jeweils viermal an 36 Spieltagen gegeneinander um die Meisterschaft. Das Team auf dem letzten Platz stieg direkt ab, das Team auf dem vorletzten Rang spielte in der Relegation gegen den Abstieg.

## Vereine
| Verein                | Wappen                | Stadt     | Stadion                          | Kapazität |
| --------------------- | --------------------- | --------- | -------------------------------- | --------- |
| Bohemians Dublin      | Bohemians Dublin      | Dublin    | Dalymount Park                   | 4.500     |
| Derry City            | Derry City            | Derry     | Brandywell Stadium               | 3.700     |
| Drogheda United       | Drogheda United       | Drogheda  | United Park                      | 3.500     |
| Dundalk FC            | Dundalk FC            | Dundalk   | Oriel Park                       | 6.000     |
| Galway United         | Galway United         | Galway    | Eamonn Deacy Park                | 5.000     |
| Shamrock Rovers       | Shamrock Rovers       | Dublin    | Tallaght Stadium                 | 10.5000   |
| Shelbourne FC         | Shelbourne FC         | Dublin    | Tolka Park                       | 5.750     |
| Sligo Rovers          | Sligo Rovers          | Sligo     | The Showgrounds                  | 4.000     |
| St Patrick’s Athletic | St Patrick’s Athletic | Dublin    | Richmond Park                    | 5.340     |
| Waterford FC          | Waterford FC          | Waterford | Waterford Regional Sports Centre | 5.000     |

## Abschlusstabelle
| Pl.             | Verein                    | Sp. | S  | U  | N  | Tore    | Diff. | Punkte |
| --------------- | ------------------------- | --- | -- | -- | -- | ------- | ----- | ------ |
| 1.              | Shelbourne FC             | 36  | 17 | 12 | 7  | 040:270 | +13   | 63     |
| 2.              | Shamrock Rovers (M)       | 36  | 17 | 10 | 9  | 050:350 | +15   | 61     |
| 3.              | St Patrick’s Athletic (P) | 36  | 17 | 8  | 11 | 051:370 | +14   | 59     |
| 4.              | Derry City                | 36  | 14 | 13 | 9  | 048:310 | +17   | 55     |
| 5.              | Galway United (N)         | 36  | 13 | 13 | 10 | 033:290 | +4    | 52     |
| 6.              | Sligo Rovers              | 36  | 13 | 10 | 13 | 040:510 | −11   | 49     |
| 7.              | Waterford FC (N)          | 36  | 13 | 6  | 17 | 043:470 | −4    | 45     |
| 8.              | Bohemians Dublin          | 36  | 10 | 12 | 14 | 039:430 | −4    | 42     |
| 9.              | Drogheda United 1         | 36  | 7  | 13 | 16 | 041:580 | −17   | 34     |
| 10.             | Dundalk FC                | 36  | 5  | 11 | 20 | 023:500 | −27   | 26     |
| Stand: Endstand |                           |     |    |    |    |         |       |        |

Platzierungskriterien: 1. Punkte – 2. Tordifferenz – 3. geschossene Tore

| (M) | amtierender irischer Meister          |
| (P) | amtierender irischer Pokalsieger      |
| (N) | Neu/Aufsteiger aus der First Division |

## Kreuztabelle
| Hinrunde (Runden 1–18) | Hinrunde (Runden 1–18) | Hinrunde (Runden 1–18) | Hinrunde (Runden 1–18) | Hinrunde (Runden 1–18) | Hinrunde (Runden 1–18) | Hinrunde (Runden 1–18) | Hinrunde (Runden 1–18) | Hinrunde (Runden 1–18) | Hinrunde (Runden 1–18) | 2024                  | Rückrunde (Runden 19–36) | Rückrunde (Runden 19–36) | Rückrunde (Runden 19–36) | Rückrunde (Runden 19–36) | Rückrunde (Runden 19–36) | Rückrunde (Runden 19–36) | Rückrunde (Runden 19–36) | Rückrunde (Runden 19–36) | Rückrunde (Runden 19–36) | Rückrunde (Runden 19–36) |
| Bohemians Dublin       | Derry City             | Drogheda United        | Dundalk FC             | Galway United          | Shamrock Rovers        | Shelbourne FC          | Sligo Rovers           | St Patrick’s Athletic  | Waterford United       | Verein                | Bohemians Dublin         | Derry City               | Drogheda United          | Dundalk FC               | Galway United            | Shamrock Rovers          | Shelbourne FC            | Sligo Rovers             | St Patrick’s Athletic    | Waterford United         |
| ---------------------- | ---------------------- | ---------------------- | ---------------------- | ---------------------- | ---------------------- | ---------------------- | ---------------------- | ---------------------- | ---------------------- | --------------------- | ------------------------ | ------------------------ | ------------------------ | ------------------------ | ------------------------ | ------------------------ | ------------------------ | ------------------------ | ------------------------ | ------------------------ |
| •                      | 2:1                    | 1:0                    | 2:1                    | 0:1                    | 1:1                    | 0:2                    | 2:2                    | 2:2                    | 0:1                    | Bohemians Dublin      | •                        | 1:2                      | 0:1                      | 1:1                      | 1:1                      | 2:1                      | 1:1                      | 0:2                      | 1:3                      | 2:3                      |
| 1:0                    | •                      | 2:1                    | 4:1                    | 0:1                    | 1:3                    | 1:1                    | 2:2                    | 2:1                    | 3:0                    | Derry City            | 1:1                      | •                        | 5:1                      | 1:1                      | 2:0                      | 1:1                      | 0:1                      | 1:1                      | 3:1                      | 3:0                      |
| 2:1                    | 2:2                    | •                      | 2:1                    | 2:3                    | 0:2                    | 2:2                    | 3:1                    | 0:0                    | 1:4                    | Drogheda United       | 2:2                      | 2:1                      | •                        | 0:0                      | 0:0                      | 0:1                      | 1:1                      | 7:0                      | 0:0                      | 2:0                      |
| 2:0                    | 0:0                    | 0:0                    | •                      | 0:2                    | 1:0                    | 0:0                    | 0:5                    | 0:0                    | 0:0                    | Dundalk FC            | 0:2                      | 0:2                      | 4:2                      | •                        | 0:2                      | 0:1                      | 0:1                      | 1:0                      | 1:2                      | 0:2                      |
| 0:2                    | 0:0                    | 0:0                    | 2:0                    | •                      | 0:1                    | 1:0                    | 0:0                    | 0:1                    | 2:1                    | Galway United         | 1:1                      | 1:0                      | 3:0                      | 1:1                      | •                        | 1:2                      | 1:0                      | 2:2                      | 1:1                      | 1:0                      |
| 3:1                    | 2:2                    | 4:0                    | 1:1                    | 1:1                    | •                      | 0:2                    | 3:0                    | 2:2                    | 1:3                    | Shamrock Rovers       | 1:0                      | 1:0                      | 1:1                      | 1:0                      | 1:1                      | •                        | 2:0                      | 4:0                      | 0:3                      | 2:1                      |
| 1:2                    | 0:0                    | 1:1                    | 2:1                    | 1:0                    | 2:1                    | •                      | 1:2                    | 1:0                    | 1:0                    | Shelbourne FC         | 1:1                      | 0:0                      | 2:1                      | 1:0                      | 2:0                      | 0:0                      | •                        | 0:0                      | 2:3                      | 3:1                      |
| 0:3                    | 0:0                    | 3:1                    | 1:1                    | 0:0                    | 0:0                    | 0:1                    | •                      | 1:0                    | 0:1                    | Sligo Rovers          | 0:2                      | 2:1                      | 2:1                      | 2:1                      | 2:0                      | 2:0                      | 2:1                      | •                        | 0:2                      | 2:0                      |
| 0:1                    | 0:1                    | 1:0                    | 1:0                    | 2:1                    | 2:1                    | 1:2                    | 3:0                    | •                      | 1:1                    | St Patrick’s Athletic | 0:0                      | 1:0                      | 4:1                      | 2:3                      | 2:1                      | 2:1                      | 1:2                      | 3:2                      | •                        | 3:0                      |
| 2:1                    | 0:2                    | 4:2                    | 4:1                    | 0:0                    | 1:2                    | 1:1                    | 0:1                    | 3:1                    | •                      | Waterford FC          | 1:1                      | 0:1                      | 0:0                      | 2:1                      | 1:2                      | 1:2                      | 0:1                      | 4:1                      | 1:0                      | •                        |

## Relegation
Das Relegationsspiel fand am 16. November 2024 im Tallaght Stadium in Dublin statt. Dabei traf der Gewinner der Play-off-Spiele der First Division auf den Tabellenneunten.
|                | Ergebnis |                 |
| -------------- | -------- | --------------- |
| Bray Wanderers | 1:3      | Drogheda United |

Beide Vereine blieben in ihren jeweiligen Ligen